# Du bist die Rose vom Wörthersee (Lied)
Du bist die Rose vom Wörthersee ist ein österreichisch-deutscher Schlager aus dem Jahr 1947. Die Musik komponierte Hans Lang, den Text schrieb Erich Meder. 1948 interpretierten Maria Andergast und Hans Lang das Lied, das sich zu einem Erfolg entwickelte.

## Inhalt
Du bist die Rose vom Wörthersee besteht aus zwei Strophen und dem Refrain. In der Version von Maria Andergast und Hans Lang hört man im Hintergrund Streichmusik. Am Anfang wird eine Strophe gesungen, danach folgt der Refrain:
Du bist die Rose, die Rose vom Wörthersee! Holliolijohihi, holliolijohihi. 

Du bist die Schönste, die Schönste vom Strandcafé! Holliolijohihi, holliolijohihi. 

Und alle Herren an den Tischen, die Fischer beim fischen, die kommen um ihre Ruh. 

Und auch die alten Karawanken, die schwanken und sie wanken. 

Und Schuld dran bist nur du! 

Du, du, du, du bist die Rose, die Rose vom Wörthersee! Holliolijohihi, holliolijohihi. 

Danach folgt die zweite Strophe und danach wird der Refrain nochmal gesungen.

## Geschichte
1947 schrieb Hans Lang für den geplanten Film  Der Herr Kanzleirat dieses Lied, Erich Meder schrieb den Text. 1948 wurde das Lied für den Film, in dem Hans Moser die Hauptrolle spielte, von Maria Andergast und Hans Lang aufgenommen. Das Label Austroton stellte für die Musik die Austroton-Solisten zusammen, die zuvor bei dem Lied Mariandl auch schon musikalisch begleiteten. 1950 nahmen Maria Andergast und Hans Lang den Titel noch einmal auf, diesmal bei Turicaphon.

## Erfolg
Das Lied entwickelte sich zu einem großen Erfolg. Es erschien auf zahlreichen LPs und wurde so zum Evergreen.